# Jacek Weiss

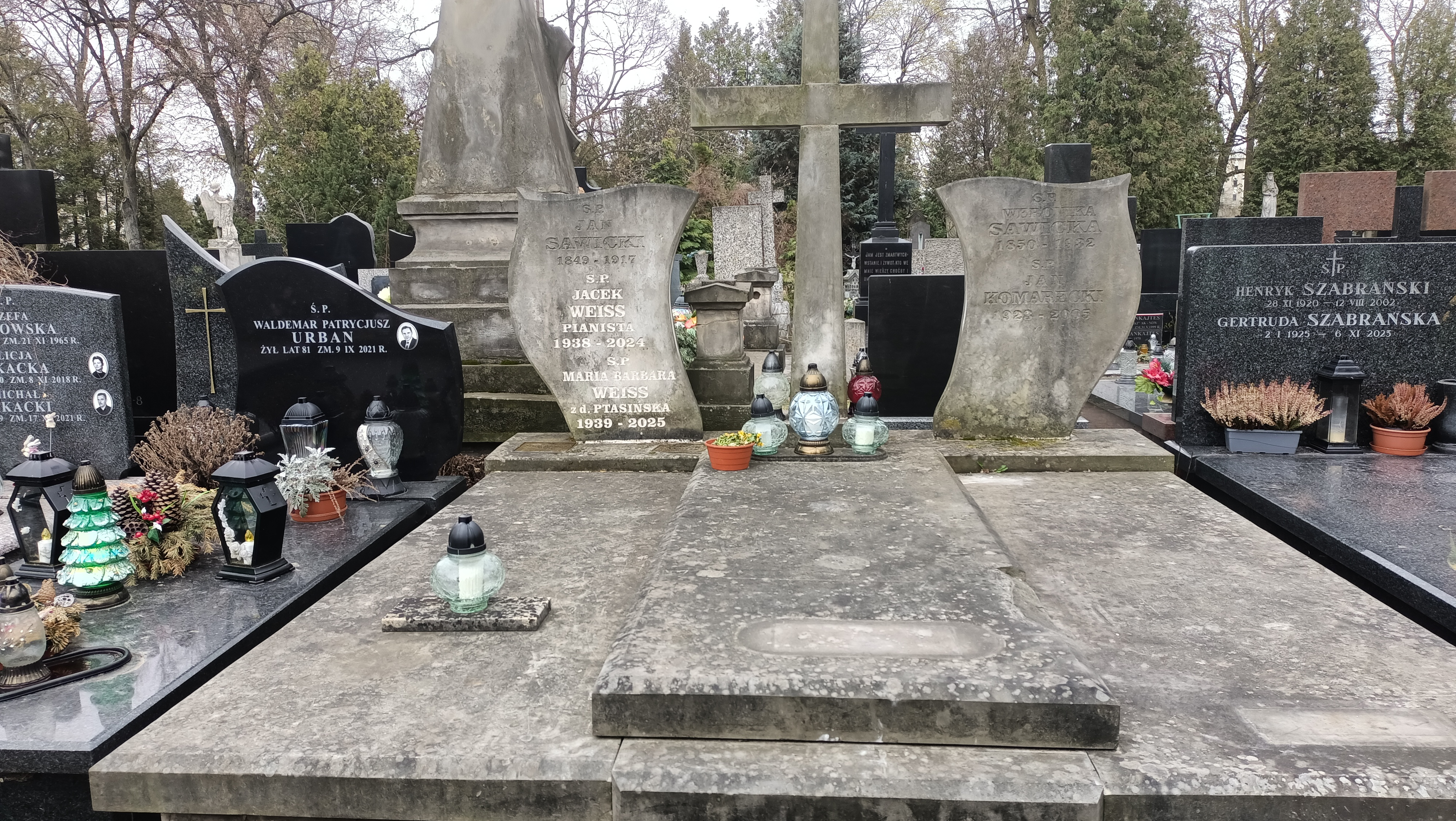
Grób Jacka Weissa na cmentarzu Bródnowskim w Warszawie

Jacek Marian Weiss (ur. 15 sierpnia 1938 w Gnieźnie, zm. 3 kwietnia 2024 w Warszawie) – polski pianista, nauczyciel akademicki i działacz związkowy, profesor nauk muzycznych, w latach 1997–2000 podsekretarz stanu w Ministerstwie Kultury i Dziedzictwa Narodowego.

## Życiorys
Syn księgarzy Józefa i Ireny. Ukończył Szkołę Muzyczną w Gnieźnie, uczył się też w Krakowie. Absolwent Akademii Muzycznej Fryderyka Chopina w Warszawie w klasie fortepianu prof. Zbigniewa Drzewieckiego, został nauczycielem akademickim na tej uczelni. Laureat Konkursu Muzyki Dawnej w Łodzi i Międzynarodowego Konkursu Pianistycznego im. Ignacego Jana Paderewskiego w Bydgoszczy. Występował zwłaszcza z koncertami chopinowskimi, był przewodnikiem turystycznym po miejscach związanych z Chopinem i opublikował książkę pt. „Polskie ścieżki Chopina. Praktyczny przewodnik turysty”. Został działaczem NSZZ „Solidarność”, od 1980 kierował jej strukturami na uczelni, a od 1995 do 1998 Sekretariatem Kultury i Środków Przekazu „Solidarności”. W wyborach parlamentarnych w 1993 bez powodzenia ubiegał się o mandat poselski w okręgu warszawskim z listy tego związku.
Był koordynatorem programu dotyczącego kultury i szefem Komisji ds. Kultury Narodowej w Akcji Wyborczej Solidarność. Z jej rekomendacji od 19 listopada 1997 do 19 kwietnia 2000 pełnił funkcję podsekretarza stanu w Ministerstwie Kultury i Dziedzictwa Narodowego, odpowiadając za szkolnictwo artystyczne, sprawy prawa autorskiego i kontakty z samorządem. Pochowany na cmentarzu Bródnowskim w Warszawie (kwatera 9A-2-9).